# John Michael Lounge
John Michael Lounge (Denver, Colorado, 1946. június 28. – Houston, Texas, 2011. március 1.) amerikai mérnök, űrhajós.

## Életpálya
1969-ben a Haditengerészeti Akadémián diplomázott. 1970-ben az University of Colorado at Boulder keretében asztrofizikából szerzett oklevelet. 1970-ben kapott pilóta jogosítványt. Szolgálati repülőgépe az F–4J Phantom II, a vietnámi háborúban 99 harci bevetésen vett részt. Hét hónapot szolgált az USS America repülőgép-hordozón. 1974-ben visszatér az US Navy Akadémiájára, a Fizika Tanszék oktatójaként. 1976-tól az US Navy washingtoni központjában a fejlesztési iroda vezetője. 1978-tól a Lyndon B. Johnson Space Centernél a Space Shuttle, NASA műholdak indításainál, valamint a űrrepülőgépek és aSkylab űrhajók visszatérésének vezető mérnöke.
1980. május 19-től a Lyndon B. Johnson Űrközpontban részesült űrhajóskiképzésben. Kiképzett űrhajósként tagja volt az STS–1, STS–2 és STS–3 támogató (tanácsadó, problémamegoldó) csapatának. 1989-1991 között az Űrállomás Támogatási Hivatal képviselő űrhajós. Három űrszolgálata alatt összesen 20 napot, 2 órát, 23 percet és 42 másodpercet (482 óra) töltött a világűrben. Űrhajós pályafutását 1991. június 20-án fejezte be. 1991-től az Astrotech Corporation tanácsadója. 2002-től a Boeing Corporation űrsikló és űrállomás program fejlesztési igazgatója.

## Űrrepülések
- STS–51–I, a Discovery űrrepülőgép 6. repülésének küldetésfelelőse. Pályára állítottak három kommunikációs műholdat, visszanyerve megjavítottak egyet. Egy űrszolgálata alatt összesen 7 napot, 2 órát, 17 percet és 42 másodpercet (170 óra) töltött a világűrben. 4 698 602 kilométert (2 919 576 mérföldet) repült, 112 alkalommal kerülte meg a Földet.
- A Challenger-katasztrófa miatt törölt STS–61–F program küldetésfelelőse.
- STS–26, a Discovery űrrepülőgép 7. repülésének küldetésfelelőse. Az STS–4 küldetés óta először voltak szkafanderben az űrhajósok indításkor és leszálláskor. A négy napos út során sikeresen útnak indították a TDRS–C távközlési műholdat. Egy űrszolgálata alatt összesen 4 napot, 1 órát és 0 percet (97 óra) töltött a világűrben. 2 703 000 kilométert (1 680 000 mérföldet) repült, 64 kerülte meg a Földet.
- STS–35, a Columbia űrrepülőgép 10. repülésének fedélzeti mérnöke. Fő cél volt az ASTRO–1 obszervatórium beüzemelése, valamint Föld körüli pályára juttatása. Egy űrszolgálata alatt összesen 8 napot, 23 órát és 5 percet (215 óra) töltött a világűrben. 6 000 658 kilométert (3 728 636 mérföldet) repült, 144 kerülte meg a Földet.